# Nyctelium
En la antigüedad, se llamaba nyctelium a un sacrificio que se realizaba el día de la boda y que los romanos prohibieron debido a los excesos que se cometían durante el mismo. 
Según afirma San Agustín en su Ciudad de Dios en la cámara de la recién casada y a la vista del público se ofrecía un sacrificio a los dioses Iugatino, Domicio, Domiduco y a la diosa Manturna. En el interior del aposento los dos esposos a solas ofrecían sacrificio a las diosas Virginenses y Pertunda. También a Roma, Venus y al dios Priapo sobre cuya estatua se apoyaba la novia antes de entrar en el lecho nupcial.